# 大井成元 (サッカー選手)
大井 成元（おおい なりもと、1960年3月20日 - ）は、広島県大竹市出身の元サッカー選手（MF）・監督。

## 来歴
5歳上の兄・一成の影響で小学5年からサッカーを始め、中学卒業後の1975年に県立広島工高へ入学。兄の薦めもあり、当時広島で一番の強豪校で憧れの県工サッカー部で、松田輝幸監督から指導を受けてサッカーが上達したいという思いから入学したが、練習の厳しさは想像を絶していた。春に70名程いた新入部員が、夏には30名に減っていったほどで、大井もその厳しい練習に何とか付いて行く。2学年上の金田喜稔や1学年上の木村和司ら一流選手のプレーを手本にできたことで、徐々に上達していった。3年次の1977年には猿沢茂、沖野隆幸、中本邦治、沖宗敏彦、木村ら強力メンバーが揃って社会人や大学生を含んだ全広島大会で優勝し、県内ではJSLの東洋工業を除いて敵なしの力を誇った。大井はミッドフィールダーとして夏の高校総体でベスト4に貢献し、冬の高校サッカーでは優勝候補同士の対戦と言われた初戦の帝京戦で敗退し、雪の積もった駒沢競技場での悔しい試合となった。帝京は早稲田一男、宮内聡らを擁して2度目の優勝を飾っている。
卒業後の1978年に新日本製鐵へ入部し、宮本輝紀監督の下、日本代表のFW・横山正文、DF・岸奥裕二、GK・保田道夫らがいた。1980年にはOBで元代表の上久雄が監督となり、八幡製鐵初代監督の寺西忠成が特別指導者としてチーム指導に参画。大井はこの年にレギュラーを獲得するが、大井は寺西を師と仰ぐ。1981年にはJSL1部下位となり、入替戦では高校の先輩で代表の金田、木村が主力の日産自動車に敗れて2部へ降格が決定。大井も岸奥、横山ら代表選手と共にチームに残留したが、1982年の東芝戦（西が丘）で左足頚骨を骨折したが、1年間のリハビリ後に復帰。1989年に引退して仕事に専念する意思を固めていたが、前監督や主力数名が退部することでチーム存続を憂う幹部から、突然の監督要請を受けるも頑なに固辞。しかし最後はチームの為にと承諾し、プレイングマネージャーを務めることになった。1991年にJSL2部最下位で九州サッカーリーグへ降格し、1992年には九州リーグで優勝。1991年から1995年は国体福岡県代表の選手兼任監督を務め、1993年の東四国大会はベスト4に導いた。1996年からは仕事に専念し、1998年からは北九州市若松区高須のジュニアサッカークラブの監督をボランティアで続け、現在に至る。
大井は今まで、素晴らしい選手や一流の指導者と出会えて接することができたことに、本当に感謝しているという。サッカーと長く付き合いたいと現在でも選手登録しており、サッカーをすることが何より楽しいという。また大井は、第1種カテゴリーとして、これまでJSL1部・2部、そして九州リーグ、福岡県リーグ、北九州市リーグ、現在の福岡県シニアリーグと多くの各種リーグを経験している極めて希少な者と言える。長年経験したサッカーを通じて、そして恩師から教わったこととして、「人の為にと、行う事が楽しいことで、実は一番幸せなこと」「仲間をそして相手（家族やそして会社でも）も人を心から尊重（リスペクト）することが大切なこと」だと言い切る。

## 所属クラブ
- 広島県立広島工業高等学校
- 1978年 - 1995年 新日本製鐵/新日本製鐵八幡
- 2000年 - 新日本製鐵/新日本製鐵八幡
- 2005年 - 福岡四十雀/シニアチーム

## 個人成績
| 国内大会個人成績 | 国内大会個人成績 | 国内大会個人成績 | 国内大会個人成績 | 国内大会個人成績 | 国内大会個人成績 | 国内大会個人成績 | 国内大会個人成績 | 国内大会個人成績 | 国内大会個人成績 | 国内大会個人成績 | 国内大会個人成績 |
| 年度             | クラブ           | 背番号           | リーグ           | リーグ戦         | リーグ戦         | リーグ杯         | リーグ杯         | オープン杯       | オープン杯       | 期間通算         | 期間通算         |
| 年度             | クラブ           | 背番号           | リーグ           | 出場             | 得点             | 出場             | 得点             | 出場             | 得点             | 出場             | 得点             |
| 日本             | 日本             | 日本             | 日本             | リーグ戦         | リーグ戦         | JSL杯            | JSL杯            | 天皇杯           | 天皇杯           | 期間通算         | 期間通算         |
| ---------------- | ---------------- | ---------------- | ---------------- | ---------------- | ---------------- | ---------------- | ---------------- | ---------------- | ---------------- | ---------------- | ---------------- |
| 1978             | 新日鐵           |                  | JSL1部           |                  | 0                |                  |                  |                  |                  |                  |                  |
| 1979             | 新日鐵           |                  | JSL1部           |                  | 0                |                  |                  |                  |                  |                  |                  |
| 1980             | 新日鐵           |                  | JSL1部           |                  | 0                |                  |                  |                  |                  |                  |                  |
| 1981             | 新日鐵           |                  | JSL1部           |                  | 0                |                  |                  |                  |                  |                  |                  |
| 1982             | 新日鐵           |                  | JSL2部           |                  |                  |                  |                  |                  |                  |                  |                  |
| 1983             | 新日鐵           |                  | JSL2部           |                  |                  |                  |                  |                  |                  |                  |                  |
| 1984             | 新日鐵           |                  | JSL2部           |                  |                  |                  |                  |                  |                  |                  |                  |
| 1985             | 新日鐵           |                  | JSL2部           |                  |                  |                  |                  |                  |                  |                  |                  |
| 1986             | 新日鐵           |                  | JSL2部           |                  |                  |                  |                  |                  |                  |                  |                  |
| 1987             | 新日鐵           |                  | JSL2部           |                  |                  |                  |                  |                  |                  |                  |                  |
| 1988-89          | 新日鐵           |                  | JSL2部           |                  |                  |                  |                  |                  |                  |                  |                  |
| 1989-90          | 新日鐵           |                  | JSL2部           | 30               | 3                | 1                | 0                |                  |                  |                  |                  |
| 1990-91          | 新日鐵           | 8                | JSL2部           | 30               | 0                | 1                | 0                |                  |                  |                  |                  |
| 1991             | 新日鐵八幡       |                  | 九州             |                  |                  | -                | -                |                  |                  |                  |                  |
| 1992             | 新日鐵八幡       |                  | 九州             |                  |                  | -                | -                |                  |                  |                  |                  |
| 1993             | 新日鐵八幡       |                  | 九州             |                  |                  | -                | -                |                  |                  |                  |                  |
| 1994             | 新日鐵八幡       |                  | 九州             |                  |                  | -                | -                |                  |                  |                  |                  |
| 1995             | 新日鐵八幡       |                  | 九州             |                  |                  | -                | -                |                  |                  |                  |                  |
| 通算             | 日本             | 日本             | JSL1部           | 18               | 0                |                  |                  |                  |                  |                  |                  |
| 通算             | 日本             | 日本             | JSL2部           |                  |                  |                  |                  |                  |                  |                  |                  |
| 通算             | 日本             | 日本             | 九州             |                  |                  | -                | -                |                  |                  |                  |                  |
| 総通算           |                  |                  |                  |                  |                  |                  |                  |                  |                  |                  |                  |

## 指導者歴
- 1990年 - 1995年 新日本製鐵/新日本製鐵八幡 選手兼任監督
- 1991年 - 1995年 福岡県国体監督
- 1998年 - 高須サッカークラブ監督

## 監督成績
| 年度    | 所属   | クラブ     | リーグ戦 | リーグ戦 | リーグ戦 | リーグ戦 | リーグ戦 | リーグ戦 | カップ戦 | カップ戦 |
| 年度    | 所属   | クラブ     | 順位     | 試合     | 勝点     | 勝利     | 引分     | 敗戦     | JSL杯    | 天皇杯え |
| ------- | ------ | ---------- | -------- | -------- | -------- | -------- | -------- | -------- | -------- | -------- |
| 1989-90 | JSL2部 | 新日鐵     | 13位     | 30       | 24       | 7        | 3        | 20       | 1回戦    | 2回戦    |
| 1990-91 | JSL2部 | 新日鐵     | 16位     | 30       | 11       | 3        | 2        | 25       | 1回戦    | 予選敗退 |
| 1991    | 九州   | 新日鐵八幡 | 3位      | 20       | 38       | 12       | 2        | 6        | -        | 1回戦    |
| 1992    | 九州   | 新日鐵八幡 |          |          |          |          |          |          | -        | 1回戦    |
| 1993    | 九州   | 新日鐵八幡 |          |          |          |          |          |          | -        | 予選敗退 |
| 1994    | 九州   | 新日鐵八幡 |          |          |          |          |          |          | -        | 予選敗退 |
| 1995    | 九州   | 新日鐵八幡 |          |          |          |          |          |          | -        | 予選敗退 |